# Максим'як Мар'яна Богданівна
Мар'яна Богданівна Максим'як (нар. 8 вересня 1986, Бучач) — українська поетеса, громадська діячка.

## Життєпис
Народилася 8 вересня 1986 року в м. Бучач (Тернопільська область, нині Україна).

### Освіта
Закінчила Бучацьку гімназію імені Володимира Гнатюка, Український Католицький Університет (філософсько-богословський факультет) та факультет журналістики Львівського національного університету імені Івана Франка.

### Творчість, діяльність
Авторка двох поетичних збірок (зокрема, «Solo душі» («Каменяр», Львів, 2004), «Люди» (Тернопіль, Крок, 2011)), її вірші перекладені англійською мовою та на іврит. Учасниця:
- багатьох літературних фестивалів та проектів (Міжнародного літературного фестивалю Форуму видавців у Львові, «Київських лаврів», «Meridian Czernowitz», «Книжкового арсеналу», «Молодої Республіки Поетів», «Фестивалю Ї», літературної сцени фестивалів «Захід», «Бандерштат», «Драбина», «Драма.UA» та інших)
- літературних тандемів і проектів («Дванадцять пустельних дівчаток» із Юрком Іздриком, тандемів із Тарасом Прохаськом, Мар'яною Савкою, Селіною Тусіталою Марш (Нова Зеландія)).
- II-ї Літньої літературної школи (2011) та Школи літературного менеджменту (2012).

Відеопоезії «Жінка», «Тонка нитка води», «Листи до Бо», «М'яч» ввійшли у шорт-лист найбільш популярних Міжнародних конкурсів відеопоезії в Україні: двічі у Міжнародній відеопоетичній премії БУК від «Meridian Czernowitz» (2011, 2012) та двічі Міжнародного конкурсу відеопоезії «CYCLOP» (2011, 2013).
Членкиня оргкомітету першого мистецького фестивалю «Дні Пінзеля» в Бучачі 3—5 червня 2016.
Працює у сфері культурного менеджменту. Засновниця та програмна директорка Літературного центру імені Аґнона (м. Бучач, підрозділ Бучач-АРТу).
Адмініструє роботу бібліотеки Центру міської історії Центрально-Східної Європи.

### Відзнаки
У 2010 р. отримала заохочувальну премію від видавництва «Смолоскип» (збірка «Цифри, що танцюють»). У 2013 році отримала відзнаку глядацьких симпатій Міжнародного конкурсу відеопоезії «CYCLOP» (відеопоезія «Листи до Бо»).